# Onley
Onley est une municipalité américaine située dans le comté d'Accomack en Virginie.
Selon le recensement de 2010, Onley compte 516 habitants. La municipalité s'étend sur 0,82 mille carré (2,12 km2).
D'abord connue sous le nom de Crossroads, la localité se développe fortement à partir de 1884 et l'arrivée du New York, Pennsylvania and Norfolk Railroad dans l'Eastern Shore de Virginie. Son nom fait référence à une ancienne propriété du gouverneur Henry A. Wise.